# منصور خان (بازیکن فوتبال)
منصور خان (انگلیسی: Mansoor Khan؛ زادهٔ ۲۰ فوریهٔ ۱۹۹۷) بازیکن فوتبال اهل پاکستان است.
وی همچنین در تیم‌های ملی فوتبال زیر ۲۳ سال پاکستان، و پاکستان بازی کرده است.